# The Weathermen (grupo de hip hop)
The Weathermen fue un grupo de producción de hip hop estadounidense, formado en 1998 en Middletown, Nueva York, compuesto por los raperos y productores de la costa este Cage Kennylz y Masai Bey, hasta que se expandió aún más a un grupo de rap, e incluyó: Aesop Rock, Tame One, Yak Ballz, El-P, Jakki Tha Motamouth, Camu Tao, Copywrite, Vast Aire y Breeze Brewin. El grupo tomó su nombre de la organización revolucionaria Weather Underground (que originalmente se llamaba The Weathermen), y su álbum debut se llamaría The New Left.

## Discografía
- 2003: The Conspiracy